# Metaciclină
Metaciclina este un antibiotic din clasa tetraciclinelor, fiind utilizat în tratamentul bronșitei cronice.